# Kingria
Kingria est une commune rurale située dans le département de Lâ-Todin de la province du Passoré dans la région Nord au Burkina Faso.

## Géographie
Kingria se trouve à 15 km au sud du centre de Lâ-Todin, le chef-lieu du département, à 7,5 km au sud-ouest de Minissia (et de la route nationale 13 reliant Yako à Koudougou) ainsi qu'à 30 km au sud-ouest de Yako, le chef-lieu de la province.

## Santé et éducation
Depuis juin 2018, Kingria accueille un centre de santé et de promotion sociale (CSPS) (auparavant le plus proche était celui de Minissia) tandis que le centre médical avec antenne chirurgicale (CMA) de la province se trouve à Yako.